# 류금신
류금신은 대한민국의 배우이다.

## 수상
- 1994년 백상예술대상 영화부문 신인상 (노동의 새벽)